# Józef (Hailegiorgis)
Józef (imię świeckie Yosef Hailegiorgis, ur. 1954 w Selallie) – duchowny Etiopskiego Kościoła Ortodoksyjnego, od 2011 arcybiskup Gobba. 

## Życiorys
Sakrę biskupią otrzymał 12 lipca 1999. W latach 1999–2000 był biskupem Hararu, 2000-2004 Selallie, 2004-2011 arcybiskupem Włoch. Od 2011 jest arcybiskupem Gobba.